# Uruguaiana
Pour les articles homonymes, voir Marché Uruguaiana.
Uruguaiana est une ville brésilienne du sud-ouest de l'État du Rio Grande do Sul, microrégion Campanha occidentale, limitrophe de l'Argentine au nord-ouest et de l'Uruguay au sud, dont elle est séparée respectivement par les rios Uruguai et Quaraí.

## Géographie
Uruguaiana est située à 565 km à l'ouest de Porto Alegre, la capitale de l'État. La municipalité s'étend sur 5 716 km2, à une altitude de 66 mètres. 

## Population
Sa population s'élevait à 123 781 habitants au recensement de 2007.

## Villes voisines
- Itaqui
- Alegrete
- Quaraí
- Barra do Quaraí

## Transports
Un pont international franchit le Rio Uruguai, large de 1 200 m, et relie Uruguaina à la ville argentine de Paso de los Libres, située sur l'autre rive. Ouvert au trafic en 1947, le pont s'appelle officiellement Puente Internacional Agustín P. Justo - Getúlio Vargas.